# Élections constituantes de 1945 dans les colonies du Soudan et du Niger
Les élections législatives françaises de 1945 se déroulent le 21 octobre.

## Mode de scrutin
Les députés métropolitains sont élus selon le système de représentation proportionnelle suivant la règle de la plus forte moyenne dans le département, sans panachage ni vote préférentiel. Il y a 586 sièges à pourvoir.
Les colonies du Soudan français et du Niger sont regroupées pour ces élections et élisent deux députés au scrutin uninominal majoritaire à deux tours.
Un siège pour le collège des citoyens, un pour celui des non-citoyens.
Un second tour est prévu le 4 novembre si aucun candidat ne dépasse les 50%.

## Élus
Les deux députés élus sont : 
| Identité          | Parti |
| ----------------- | ----- |
| Maurice Kaouza    | UDSR  |
| Fily-Dabo Sissoko | UDSR  |

## Résultats

### Collège des citoyens
| Parti         | Parti         | Tête de liste  | Premier Tour | Premier Tour | Deuxième Tour | Deuxième Tour |
| Parti         | Parti         | Tête de liste  | Voix         | %            | Voix          | %             |
| ------------- | ------------- | -------------- | ------------ | ------------ | ------------- | ------------- |
|               | UDSR          | Maurice Kaouza | 660          | 26,63        | 1 375         | 58,12         |
|               | SFIO          | Jean Silvandre | 632          | 25,50        | 912           | 38,55         |
|               | SFIO          | S.Gomis        | 417          | 16,83        |               |               |
|               |               | Trollé         | 317          | 12,79        |               |               |
|               | MRP           | Robert Lattes  | 205          | 8,27         |               |               |
|               | Inéligible    | Monmarson      | 109          | 4,40         | 79            | 3,34          |
|               | Divers        |                | 138          | 5,57         |               |               |
|               |               |                |              |              |               |               |
| Inscrits      | Inscrits      | Inscrits       | 3 243        |              | 3 243         |               |
| Votants       | Votants       | Votants        | 2 578        | 79,49        | 2 397         | 73,91         |
| Blanc et nuls | Blanc et nuls | Blanc et nuls  | 100          | 3,88         | 31            | 1,29          |
| Exprimés      | Exprimés      | Exprimés       | 2 478        | 96,12        | 2 366         | 98,71         |

### Collège des non-citoyens
| Parti         | Parti              | Tête de liste           | Premier Tour | Premier Tour | Deuxième Tour | Deuxième Tour |
| Parti         | Parti              | Tête de liste           | Voix         | %            | Voix          | %             |
| ------------- | ------------------ | ----------------------- | ------------ | ------------ | ------------- | ------------- |
|               | UDSR               | Fily-Dabo Sissoko       | 10 406       | 38,77        | 11 277        | 45,81         |
|               | Gaull.             | Henri Montchamp         | 4 462        | 16,62        | 3 672         | 14,92         |
|               | Soc. Ind           | Roland Gougis           | 3 753        | 13,98        | 3 759         | 15,27         |
|               | Bloc Soudanais     | Mamadou Konaté          | 2 905        | 10,82        | 5 242         | 21,29         |
|               |                    | Ibrahima Sall           | 1 433        | 5,33         |               |               |
|               |                    | Balobo Maïga            | 961          | 3,58         | 666           |               |
|               | Parti démocratique | Modibo Keïta            | 937          | 3,49         |               |               |
|               | Bloc nigérien      | Hamani Diori            | 564          | 2,10         |               |               |
|               |                    | Diarra Trémoko Dratigui | 530          | 1,97         |               |               |
|               |                    | Sidibé Tidiani          | 448          | 1,67         |               |               |
|               |                    | Sidibé Mamby            | 271          | 1,09         |               |               |
|               |                    | Mariko Siriman          | 200          | 0,74         |               |               |
| Inscrits      | Inscrits           | Inscrits                | 33 626       |              | 33 643        |               |
| Votants       | Votants            | Votants                 | 27 014       | 80.34        | 24 724        | 73.49         |
| Blanc et nuls | Blanc et nuls      | Blanc et nuls           | 144          | 0,53         | 108           | 0,44          |
| Exprimés      | Exprimés           | Exprimés                | 26 870       | 99,47        | 24 616        | 99,56         |

Ibrahima Sall, Modibo Keïta et Hamani Diori se désistent pour Mamadou Konaté.